# Nandus
Nandus là danh pháp khoa học của một chi cá nước ngọt trong họ Nandidae, bản địa Nam Á và Đông Nam Á. Được Achille Valenciennes mô tả năm 1831 với loài duy nhất là Nandus marmoratus, dẫn chiếu tới Coius nandus được Francis Buchanan-Hamilton công bố năm 1822, nhưng do tác giả tránh tên lặp thừa (tautonym) nên đã đổi thành N. marmoratus. Tuy nhiên tên lặp thừa là được phép trong động vật học nên N. marmoratus là tên dư thừa không cần thiết và danh pháp chính thức của loài này hiện nay là Nandus nandus.

## Các loài
Hiện tại 7 loài sau đây được công nhận.
- Nandus andrewi Ng & Jaafar, 2008: Đông bắc lưu vực sông Ichamati, phụ lưu cấp 2 của sông Hằng tại Ấn Độ.
- Nandus meni Hossain & Sarker, 2013: Bangladesh (khu vực Đại Noakhali).
- Nandus mercatus Ng, 2008: Sông Musi tại miền nam Sumatra, Indonesia.
- Nandus nandus (Hamilton, 1822) : Sặc vện sông Hằng, phân bố rộng từ Pakistan tới Ấn Độ, Bangladesh, Nepal. Sự hiện diện tại Myanmar là không chắc chắn. Loài điển hình của chi.
- Nandus nebulosus (Gray, 1835): Sặc vện Borneo, phân bố từ tây nam Campuchia, Thái Lan tới Indonesia.
- Nandus oxyrhynchus Ng, Vidthayanon & Ng, 1996: Sặc vện. Trong lưu vực các sông như Chao Phraya, Mê Kông, và Mae Klong, trước năm 1996 được coi là đồng nhất với N. nandus.
- Nandus prolixus Chakrabarty, Oldfield & Ng, 2006: Lưu vực sông Sepilok tại đông bắc Borneo, Malaysia

Loài thứ 8 được công bố tháng 8 năm 2020 nhưng hiện tại vẫn đang chờ xem xét phê duyệt là Nandus banshlaii tìm thấy ở sông Banshlai, Tây Bengal, Ấn Độ.